# Scamps and Scandals

Scamps and Scandals est un film muet américain de comédie réalisé en 1918 par Larry Semon.

## Fiche technique
- Titre : Scamps and Scandals
- Réalisation : Larry Semon
- Scénario :  Larry Semon
- Production : Vitagraph Company of America
- Pays de production :  États-Unis
- Durée : 600 mètres (2 bobines)
- Format : noir et blanc
- Langue : muet
- Genre : comédie
- Date de sortie :
  - États-Unis : 17 février 1919

## Distribution
- Larry Semon : Larry
- Vera Steadman
- Frank Alexander